# Club Sport Guadalupe
La Asociación Club Sport Guadalupe es un club de fútbol del cantón de Guadalupe, Costa Rica.

## Historia
El club se fundó en 1921 y en una gran temporada en la Liga de Tercera División (1923) ascendió a la tercera y segunda división. En 1924-53 y 1955 se corona campeón. No obstante en esta última tampoco asciende al haber Primera División A y B.
En sus primeras temporadas logró mantenerse en la categoría, pero al ser un equipo relativamente nuevo con jugadores jóvenes y bajos recursos económicos, descendió a las terceras divisiones y fue campeón nacional Intercantonal por la Provincia de San José en 1945. Sin embargo, tuvo el honor de lograr en la década de los 50´s, varios torneos importantes cuando en la provincia de San Jose se jugaban los torneos capitalinos.
Y para 1953 los guadalupanos se quedan con el campeonato cantonal por Goicoechea.
Luego de más títulos en la Liga Nacional de Tercera División (Segundas Divisiones de Ascenso) para el año 1959.
Durante 1983 sube a la Segunda B de ANAFA y dos años más tarde desciende a la Tercera División.
En la temporada 2012-2013, la Asoc. Club Sport Guadalupe regresa al fútbol federado (FEDEFUTBOL). Esta vez a la Primera División de LINAFA.

## Uniforme
- Uniforme titular en sus inicios: Camiseta amarilla con negro, pantalón blanca, medias negras.

## Palmarés

### Torneos de Liga
- Segunda División de Costa Rica (4): 1924-1953-1955
- Tercera División de Costa Rica (2): 1924-1959

## Enlace interno
- A.D. San Miguel